# Норріс-Сіті (Іллінойс)
Норріс-Сіті (англ. Norris City) — селище (англ. village) в США, в окрузі Вайт штату Іллінойс. Населення — 1145 осіб (2020).

## Географія
Норріс-Сіті розташований за координатами 37°58′42″ пн. ш. 88°19′40″ зх. д. / 37.97833° пн. ш. 88.32778° зх. д. (37.978404, -88.327710).  За даними Бюро перепису населення США в 2010 році селище мало площу 3,07 км², з яких 3,06 км² — суходіл та 0,01 км² — водойми.

## Демографія
Згідно з переписом 2010 року, у селищі мешкало 1275 осіб у 558 домогосподарствах у складі 350 родин. Густота населення становила 415 осіб/км².  Було 635 помешкань (207/км²).
Расовий склад населення:
| - 99,0 % — білих - 0,5 % — чорних або афроамериканців - 0,1 % — корінних американців |

До двох чи більше рас належало 0,3 %. Частка іспаномовних становила 1,1 % від усіх жителів.
За віковим діапазоном населення розподілялося таким чином: 23,2 % — особи молодші 18 років, 58,1 % — особи у віці 18—64 років, 18,7 % — особи у віці 65 років та старші. Медіана віку мешканця становила 40,6 року. На 100 осіб жіночої статі у селищі припадало 89,2 чоловіків;  на 100 жінок у віці від 18 років та старших — 81,6 чоловіків також старших 18 років.
Середній дохід на одне домашнє господарство  становив 41 768 доларів США (медіана — 37 000), а середній дохід на одну сім'ю — 52 166 доларів (медіана — 42 708). Медіана доходів становила 42 378 доларів для чоловіків та 22 381 долар для жінок. За межею бідності перебувало 22,9 % осіб, у тому числі 23,2 % дітей у віці до 18 років та 5,1 % осіб у віці 65 років та старших.
Цивільне працевлаштоване населення становило 567 осіб. Основні галузі зайнятості: освіта, охорона здоров'я та соціальна допомога — 25,4 %, виробництво — 13,4 %, транспорт — 12,2 %, мистецтво, розваги та відпочинок — 12,2 %.